# Волков Микола Миколайович (парамедик)
Микол́а Микола́йович Во́лков (25 лютого 1999, Маріуполь — 15 квітня 2019, Водяне) — доброволець УДА, парамедик «Госпітальєрів», учасник російсько-української війни.

## Життєпис
Народився 25 лютого 1999 року в місті Маріуполь, Донецька область. Закінчив 9 класів маріупольської школи № 4, вступив до Маріупольського електромеханічного технікуму — на спеціальність «електрик».
Коли Маріуполь обстріляли російські найманці із «Градів», Микола вирушив до військкомату, але його визнали непридатним до військової служби — через перенесену раніше важку черепно-мозкову травму (займався боксом). Захоплювався подорожами, побував у багатьох містах України, часто мандрував автостопом. У віці 16-ти років прийшов до Цивільного Корпусу «Азов», брав участь в патріотичних акціях, був задіяний у вишколах. Належав до руху ультрас ФК «Маріуполь», впродовж чемпіонату 2017/2018 років провів «золотий сезон» (відвідав усі матчі команди). Закінчив Маріупольський електромеханічний технікум — за фахом електрика.
В червні 2018 року пройшов підготовку у навчальному центрі «Госпітальєрів». 1 липня 2018-го поїхав на першу ротацію — в селище Піски у складі медичної групи «Asap — Піски». З осені 2018 року був закріплений до 8-го батальйону Української Добровольчої Армії. Доброволець-парамедик Медичного батальйону «Госпітальєри» та 2-ї роти «Тіні» 8-го окремого батальйону «Аратта». Виконував завдання в районі Маріуполя.
10 квітня 2019-го увечері зазнав важкого поранення у голову кулею снайпера поблизу Водяного. Перебував у критичному стані, було пошкоджено велику частину мозку та кісток черепа. Вночі на 15 квітня у Миколи кілька разів зупинялося серце. Помер вранці у лікарні ім. Мечникова міста Дніпро.
17 квітня 2019 року похований на Старокримському кладовищі Маріуполя, Алея Слави.
Без Миколи лишились батько та зведена сестра та брат.

## Нагороди та вшанування
- Указом Президента України № 81/2020 від 13 березня 2020 року за «особисту мужність, виявлену у захисті державного суверенітету та територіальної цілісності України, самовіддане служіння Українському народу» нагороджений орденом За мужність III ступеня (посмертно)[3]
- нагороджений медаллю «Милосердя» (посмертно).